# Cyril Maude
Cyril Maude, nato Cyril Francis Maude (Londra, 24 aprile 1862 – Torquay, 20 febbraio 1951), è stato un attore e direttore teatrale inglese.

## Biografia

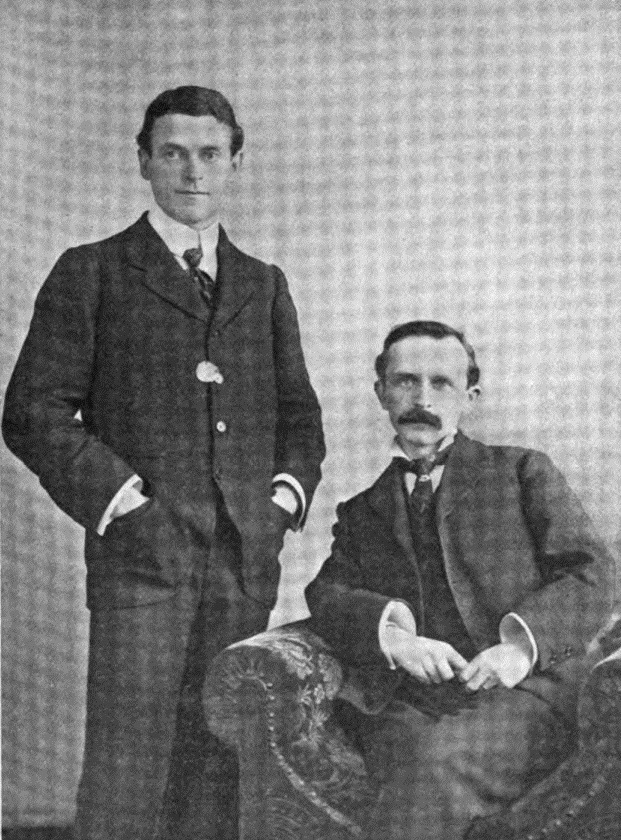
Ritratto di Cyril Maude e di J. M. Barrie, circa 1898

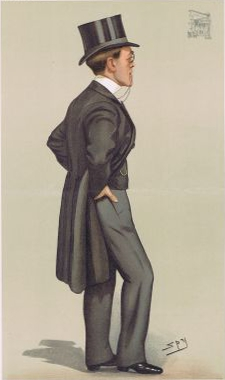
Caricatura di Cyril Maude, su Vanity Fair, 11 marzo 1897

Cyril Maude e Alexandra Carlisle in Money, 1910

Nato il 24 aprile 1862 a Londra, Cyril Maude fu un importante attore teatrale e manager nel XIX e nel XX secolo, con una carriera lunga quasi 70 anni.
Durante la cosiddetta era d'oro del teatro inglese lui e sua moglie Winifred Emery risultarono tra gli attori più illustri del loro tempo. Cyril Maude si distinse soprattutto interpretando personaggi comici e nel ruolo di gentiluomo inglese, grazie alla sua raffinatezza ed eleganza, invece sua moglie era a suo agio nella recitazione classica, tuttavia apparivano spesso insieme come nell'opera The New Woman (1894).
Durante la sua carriera diresse l'Haymarket Theatre, insieme a Frederick Harrison, dal 1896 al 1905, producendo ogni anno commedie, drammi in costume e classici del palcoscenico, tra i quali uno dei primi drammi di George Bernard Shaw, If You Never Can Tell (1896); nel 1905 l'Haymarket Theatre fu chiuso per lavori di ristrutturazione, e Cyril Maude apparve in spettacoli in diversi altri teatri.
Successivamente diresse il Teatro Playhouse londinese, dove presentò commedie leggere, in cui spesso recitò assieme a Winifred Emery. Dal 1913 andò in tournée con una compagnia teatrale che lo portò negli Stati Uniti d'America, in Australia e Nuova Zelanda nel 1917. Proseguì la sua carriera teatrale negli anni venti, con spettacoli di intrattenimento, raggiungendo il culmine del suo successo, e quando effettuò una nuova tournée negli Stati Uniti, nel 1926, fu presentato come «il più grande comico d'Inghilterra».
Cyril Maude debuttò nel cinema negli anni dieci e recitò, tra gli altri, in Beauty and the Barge (1914), The Greater Will (1915), Peer Gynt (1915), dove interpretò il ruolo del protagonista. Tuttavia, le sue apparizioni cinematografiche negli anni venti furono poche e dopo il film The Headmaster (1921), recitò nuovamente dopo nove anni, in Grumpy (1930), e poi in These Charming People (1931), Counsel's Opinion (1933), Il diavolo in caserma (1934), Heat Wave (1935).
Il suo ultimo lavoro cinematografico fu While the Shun Shines (1947), nel quale interpretò un vecchio ammiraglio.
Oltre all'attrice Winifred Emery, Cyril Maude si sposò anche con la signora P. H. Trew.Fu il padre dell'attrice Margery Maude, il cugino dell'attrice Joan Maude e il nipote di Charles Maude.
Morì il 20 febbraio 1951 a Torquay, nel Devon, in Inghilterra.

## Filmografia
- Beauty and the Barge, regia di Harold M. Shaw (1914);
- Peer Gynt, regia di Oscar Apfel (1915);
- The Headmaster, regia di Kenelm Foss (1921);
- Grumpy regia di George Cukor (1930);
- These Charming People, regia di Louis Mercanton (1931);
- Counsel's Opinion, regia di Allan Dwan (1933);
- Orders Is Orders, regia di Walter Forde (1933);
- Girls Will Be Boys, regia di Marcel Varnel (1934);
- Heat Wave, regia di Maurice Elvey (1935);
- While the Sun Shines, regia di Anthony Asquith (1947).